# Linum elongatum
Linum elongatum är en linväxtart som först beskrevs av John Kunkel Small, och fick sitt nu gällande namn av Eduard Winkler. Linum elongatum ingår i släktet linsläktet, och familjen linväxter. Inga underarter finns listade i Catalogue of Life.